# Ежово
Вижте пояснителната страница за други значения на Дафни.
Ежово (на гръцки: Δάφνη, Дафни, до 1927 Έζιοβα, Езьова, до 1928 Νεροπλατάνα, Нероплатана) е село в Република Гърция, Егейска Македония, дем Висалтия, област Централна Македония. Селото има 386 жители според преброяването от 2001 година.

## География
Ежово е разположено южно от град Сяр (Серес) на река Ежовица в Сярското поле, на около 5 километра южно от Джинджос (Ситохори). Името на селото произлиза от славянската дума „еж" (таралеж).

## История

### Средновековие
През XIV век Ежово (Εζεβών) е център на Ежовската и Стефанианска епископия, част от Сярската митрополия. В Богданската планина над селото са запазени остатъци от средновековната крепост, седалище на епископа. Близо до Светамаринската кула е средновековният скален параклис „Света Марина“. В селото също има средновековна отбранителна кула от XV век.

### В Османската империя
В османските данъчни регистри от средата на XV век Ежово е споменато с 10 глави на семейства и един неженен: Дабижив, Коста, Никола, Яно, Джуро, Петро, Драгаш, Йорг, Йорг, Койо и Яно. Общият приход за империята от селото е 510 акчета.
Около 1459 година Мехмед II дава Ежово и околните села на Мара Бранкович, която живее в селото. Тя възнамерява да ги завещае на някой от светогорските манастири, но след нейната смърт в 1487 година османската държавна хазна си ги връща. Около 1501-1507 година Баязид II дарява Ежово на един новооснован цариградски вакъф. Отбранителната кула в селото се смята, че е обитавана някога от Мара.
Александър Синве ("Les Grecs de l’Empire Ottoman. Etude Statistique et Ethnographique"), който се основава на гръцки данни, в 1878 година пише, че в Есова (Esova) живеят 520 гърци. В „Етнография на вилаетите Адрианопол, Монастир и Салоника“, издадена в Константинопол в 1878 година и отразяваща статистиката на населението от 1873, Ежово (Ejovo) е посочено като село с 92 домакинства, като жителите му са 110 мюсюлмани и 160 гърци.
В 1889 година Стефан Веркович (Топографическо-этнографическій очеркъ Македоніи) пише за Ежово:
| „ | Ежіово или Ежово: село със смесено население; една църква, една джамия; християните са гърци, мохамеданите - турци коняри; отстои на 5 часа от Сяр. | “ |

В 1891 година Георги Стрезов пише за селото:
| „ | Ежово, по-скоро паланка, отколкото село, разположено на 1 час на ЮИ от Тахинос и на 7 1/2 часа далеч от Сяр. В това село става пазар всекой вторник; има чаршия с много ханища и дюкяни. 60 български къщи и 60 гръцки. Църква гръцка и училище. | “ |

В началото на XX век Ежово е село, числящо се към Сярска каза на Серския санджак на Османската империя. В 1900 година според Васил Кънчов („Македония. Етнография и статистика“) селото има 750 жители, от които 350 турци и 400 гърци. По данни на секретаря на Българската екзархия Димитър Мишев („La Macédoine et sa Population Chrétienne“) в 1905 година християнското население на Ежово (Ejovo) се състои от 400 гърци.

### В Гърция
След Междусъюзническата война в 1913 година селото попада в Гърция. В него са заселени гърци бежанци. Според преброяването от 1928 година Ежово е смесено местно-бежанско село със 103 бежански семейства и 411 души. В 1927 година селото е прекръстено на Нероплатана, а в 1928 година – на Дафни.
В 1926 година в селото е изградена църквата „Свети Георги“.
| Име      | Име      | Ново име    | Ново име    | Описание                          |
| -------- | -------- | ----------- | ----------- | --------------------------------- |
| Ежовица  | Έζιόβης  | Дафнис Рема | Δάφνης Ρέμα | река на С от Ежово                |
| Леледжик | Λελετζίκ | Пеларгос    | Πελαργός    | възвишение на СИ от Ежово (106 m) |

## Личности
Родени в Ежово
- Апостолос Паприкас, деец на гръцката въоръжена пропаганда в Македония, агент от III ред, затварян от османските власти[25]
- Венедикт Ежовски (? – 1821), мъченик, светец
- Димитрис Анастасиадис (1940 – 2019), гръцки бизнесмен и благодетел[26]
- Йоанис Кундурас, деец на гръцката въоръжена пропаганда в Македония[25]